# Frenulum

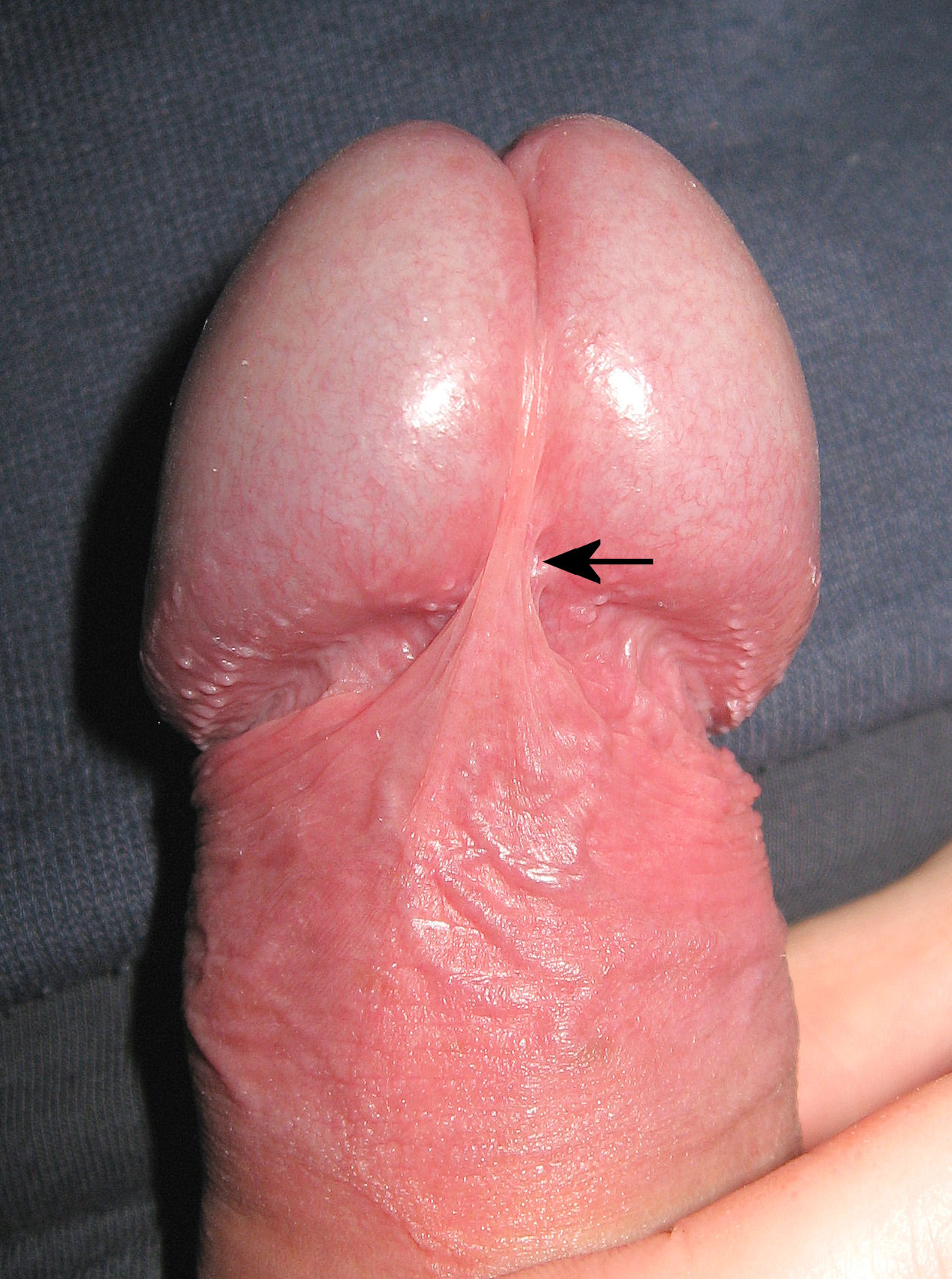
Bild på en penis med kort frenulum.

Ollonsträngen eller frenulum (eg. frenulum penis) är ett veck av hudepitel mellan undersidan av ollonet och förhuden. Om frenulum är för kort (kort frenulum), kan smärta uppstå vid erektion. Problemet kan åtgärdas av en urolog genom ett enkelt kirurgiskt ingrepp, så kallad frenulumplastik där frenulum förlängs eller tas bort, detta utförs under lokalbedövning.